# Condado de Dewey (Dakota do Sul)
O Condado de Dewey é um dos 66 condados do Estado americano da Dakota do Sul. A sede do condado é Timber Lake, e sua maior cidade é Timber Lake. O condado possui uma área de 6 634 km² (dos quais 370 km² estão cobertos por água), uma população de 5 972 habitantes, e uma densidade populacional de 1 hab/km² (segundo o censo nacional de 2000).